# どさんこラジオ
どさんこラジオは、STVラジオが放送する生放送のラジオ番組。「ときめきワイド」・「スーパースクランブル」を枠統合した後継番組として、2013年4月1日 - 2015年3月27日まで放送された約6時間の大型ワイド。
月曜日から木曜日は「のりおとよしこのどさんこラジオ」、金曜日は「よしこのどさんこラジオ」と表記。

## 概要
STVラジオは1985年より昼の大型ワイド番組『ときめきワイド』を放送していた。1987年に聴取率調査で1位となって以来トップを維持してきたが、2006年6月期の調査でHBCに敗れ、その後はHBCの後塵を拝することが多くなり、2012年12月にも2位であった。その結果を受け、2013年3月に28年続いた『ときめきワイド』を終了し6時間の大型ワイドを編成することを発表した。パーソナリティは前番組『ときめきワイド』と『牧とのりおのスーパースクランブル』の吉川のりおをメインに内山よしこ、牧やすまさを中心とした番組。基本的な構成、内容は『ときめきワイド』を引き継いだ。しかし番組は低迷し、2013年、2014年の聴取率調査ともHBCに敗れ、2015年3月終了を発表。結果的に2年で終了となった。後継は再び番組を分割し、『生活情報バラエティ わくわくラジオ』と『吉川のりおの聞いてナットク のりのりラジオ』となったがこれも1年で終了し『まるごとエンタメーション』、『情報アライブ』(2018年3月終了）となる。その後『まるごとエンタメーション』の拡大・縮小ののち2021年期より夕方ワイドは『吉川のりお スーパーLIVE』となり、吉川のりお・牧やすまさのコンビが復活している。

## 出演者

### パーソナリティー
一部を除いてSTVアナウンサー（契約・嘱託含む）は本名下部のところを平仮名にしたマイクネームで出演する。
また各時間帯にはサブタイトルも存在する
| 時間帯        | 月-木曜日                                                           | 金曜日 |
| ------------- | ------------------------------------------------------------------- | --- |
| 12:00 - 12:55 | 「どさんこラジオ～ミュージックランチ～」吉川のりお、内山よしこ      | 「どさんこラジオ～ママさんの昼下がり～」（2013年7月 - ）内山よしこ、高山幸代                                                                                                   |
| 13:00 - 14:55 | 「どさんこラジオ～午後もZokkon!～」吉川のりお、内山よしこ、和久井薫 | 「どさんこラジオ～ママさんの昼下がり～」（2013年7月 - ）内山よしこ、高山幸代                                                                                                   |
| 15:00 - 16:00 | 「どさんこラジオ～よしこといっしょ!!～」内山よしこ                  | 「さちよのどさんこラジオ」（2014年4月 - ）高山幸代 シークレットマン （週替わり、番組前半） 札幌スーパーギャグメッセンジャーズ （週替わり・番組後半のみ、黒岩孝康・佐々木拓大） |
| 16:00 - 18:00 | 「どさんこラジオ～ドライビングパートナー～」                        | 「どさんこラジオ～ドライビングパートナー～」 |
| 16:00 - 18:00 | 吉川のりお、牧やすまさ                                              | 内山よしこ、札幌スーパーギャグメッセンジャーズ（週替わり） |

### 過去の出演者
- 奈良愛美（2013年4月5日 - 2014年3月28日、金曜（12:00 - 16:00）パーソナリティー）

## タイムテーブル
ドライビングパートナーパート
- 16:00 - オープニング
- 16:05 - ニュースフラッシュ・夕刊拾い読み
  - 16:02～15頃 - ふれあい広場・サンデー九（木曜）  北海道社会福祉協議会の協力により制作された。福祉に関わる道内の団体や事業所を紹介する内容となっており、取材先からのレポートや、関係者をゲストに招いてのトークが行われていた。前番組の『牧とのりおのスーパースクランブル』から継続。2014年3月終了。
- 16:25 - ランランレポート
  - ランラン号が札幌近辺の商店や企業から製品やサービスなどを紹介するコーナー。
- 16:35頃 - 快適生活ラジオショッピング
- 16:40～45 - インフォマーシャル等
  - 火曜 - 解決ラジオ！教えて、あきちゃん   
    - あきや総合法律事務所の代表弁護士、秋谷剛志が身近なトラブルを解決するためのヒントを紹介。

  - 木曜 - 住まいと不動産 宅建アドバイス 
    - 北海道宅建協会提供。住宅や不動産などの疑問に答えるもの。

  - 金曜 - 札ギャグの繁華街で  
    - すすきのなど歓楽街のお店を紹介する。
- 17:00 - ニュース・パレード（文化放送制作。全国のニュース）
- 17:14 - 牧やすまさ 路地裏のスピリッツ
  - 牧による一人語りコーナー。主に、牧が感銘を受けた書籍・新聞記事や人物を紹介する前番組の「」から継続のコーナー。
- 17:22 - インフォマーシャル等
  - 内山が合流してお便りのテーマ等でトークがメインとなる。ゲストとのトークの場合もある。
- 17:30 - 
  - 水曜 - 新鮮!発見!セイコーマート
    - セイコーマートの新商品やあらゆる情報などをお送りする。お相手は山本浩子（元ランラン号キャスタードライバー）。

  - 木曜 - 牧男爵の部屋
    - ちょっとエッチな投稿を読む前番組の「『牧とのりおのスーパースクランブル」から継続のコーナー。アシスタントは渋谷もなみ。不定期にはあかひげ薬局の「あかひげ先生」こと内原茂樹社長もスタジオに登場する。提供：あかひげ薬局

  - 金曜 - アサヒスーパードライ 街の情熱きわめつけ
    - 道内の珍味などのおつまみを紹介するコーナー。2001年4月6日から、情報アライブ終了後の2020年3月27日まで20年間放送された。お相手は堺なおこ。
- 17:40 - ファイターズ直前情報
  - 日本ハムファイターズ戦前の球場の模様や、ファイターズファンのリスナーと電話をつなぐコーナー。
- 17:50 - エンディング

その他、ニュース、天気予報、道路交通情報が随時放送されている。